# Флоссенбюрг (концентрационный лагерь)
Фло́ссенбюрг (нем. Flossenbürg) — концентрационный лагерь нацистской Германии, в Баварии, возле города Флоссенбюрг, на границе с современной Чехией (ранее Чехословакией).
Лагерь был создан в мае 1938 года и располагался на небольшом горном плато на высоте 800 м над уровнем моря. За время существования лагеря через него прошли около 96 000 заключённых, из них более 30 000 скончались. В другом источнике указано, что через лагерь прошло около 112 000 заключённых из 20 государств мира, примерно 80 000 из них были уничтожены нацистами, в том числе 26 430 советских граждан.
Начиная с ноября 1941 года, умершие в лагере для военнопленных (Шталаг XIII Б (Stalag XIII B)) по просьбе бургомистра города Вайден сжигались в крематории концлагеря Флоссенбюрг. Было сожжено около 80 000 человек. Лагерь имел 75 филиалов по всей территории Третьего рейха.

## История

### Предвоенный период
В начале лагерь использовался для содержания так называемых антисоциальных элементов, коммунистов и узников, переведённых из других лагерей за антинацистскую деятельность. Их использовали в качестве рабочей силы для работы на гранитных каменоломнях, принадлежавших СС, и место для лагеря было выбрано из-за близости к залежам гранита, где до 1942 года заключённые работали на его добыче.

### Вторая мировая война
С началом Второй мировой войны каторжный труд большей части часть заключённых стал использоваться при изготовлении вооружения и его компонентов для нужд Вооружённых сил нацистской Германии (вермахт), например, для работы на заводах «Хейнкель», «Мессершмитт» и других. Лагерная система концлагеря была расширена за счёт 100 дополнительных пунктов, сосредоточенных вокруг предприятий Южной Германии и Западной Чехии.
Во время Второй мировой войны большинство заключённых поступало в лагерь с оккупированных Германией восточных территорий. Заключённые жили в 16 больших бараках на территории лагеря. Крематорий располагался в долине. В сентябре 1939 года из Дахау во Флосенбюрг была переведена 1 000 политических заключённых.
В 1941—1942 годах в лагерь поступило около 1500 польских заключённых, в основном участников польского Сопротивления. В июле 1941 года охранниками лагеря было застрелено 40 из них. В период с февраля по сентябрь 1941 года было убито около трети поступивших в лагерь польских заключённых.
Во время Второй мировой войны 15 октября 1941 года в концлагерь поступила первая партия советских военнопленных. До конца года 1000 из них была уничтожена. В течение всего периода работы лагеря советских военнопленных продолжали уничтожать. В частности, в октябре 1943 года генерал-майор Василий Прохоров был избит до полусмерти; затем ему сделали смертельный укол и отправили в крематорий. 1 мая 1944 года произошло восстание советских военнопленных и попытка массового побега. Было убито несколько охранников, но восстание было жестоко подавлено: около 200 человек скончались от ран и ожогов, 40 руководителей восстания были казнены.
С 1 сентября во Флоссенбюрге стали проводить подготовку женщин-надзирателей для женских концлагерей, которые находились в Дрездене, Нюрнберге, Нойштадте и ряде других городов. К 1945 году в системе лагерей Флоссенбюрга насчитывалось около 40 000 заключённых, 11000 из которых составляли женщины.
К концу войны смертность заключённых достигла таких масштабов, что лагерный крематорий перестал справляться с нагрузкой, поэтому тела заключённых сбрасывали в рвы и отвалы, обливали бензином и сжигали. В это же время в лагере было установлено дополнительно 6 виселиц.
В начале апреля 1945 года в лагере был казнён адмирал Канарис и ряд участников заговора против Гитлера. 20 апреля при приближении к лагерю войск США власти начали принудительную эвакуацию в Дахау 22 000 заключённых, оставив только тех, кто уже не мог передвигаться. По пути в Дахау около 700 заключённых были застрелены охранниками. Другая часть заключённых, возглавляемых подпольщиками, в пути разоружила немецкую охрану и бежала навстречу наступающим советским войскам в Чехословакию.
23 апреля в концлагерь вошли части 97-й стрелковой дивизии армии США. В лагере они обнаружили около 1 600 ослабленных и истощённых заключённых.
Концлагерь с апреля 1946 года стал американским лагерем для 2100 польских перемещённых лиц — бывших рабочих, военнопленных и узников концлагерей нацистской Германии, освобожденных в Австрии. Последние жители лагеря покинули его в октябре 1947 года.

## Суд
Нюрнбергским трибуналом деятельность администрации и охранников лагеря была признана военным преступлением. Из донесения отдела военных преступлений военной прокуратуры 3-й американской армии:
В 1941 году был построен новый корпус в лагере Флоссенбюрг, рассчитанный на 2 тысячи русских военнопленных. Из этих двух тысяч пленных выжили только 102 человека.
…Флоссенбюргский концентрационный лагерь можно лучше всего описать как фабрику смерти. Хотя на первый взгляд основным назначением лагеря являлось использование массового рабского труда, он имел другое назначение — уничтожение людей путём применения специальных методов при обращении с заключёнными. Голод и голодная смерть, садизм, плохая одежда, отсутствие медицинского обслуживания, болезни, избиения, виселицы, замораживание, вынужденные самоубийства, расстрелы и так далее, всё это играло главную роль в достижении их цели. Заключённых убивали без разбора; преднамеренные убийства евреев были обычны; впрыскивание яда, расстрелы в затылок были ежедневными событиями; свирепствовавшие эпидемии брюшного и сыпного тифа, которым предоставляли неистовствовать, служили средством уничтожения заключённых; человеческая жизнь в этом лагере ничего не значила. Убийство стало обычным делом, настолько обычным, что несчастные жертвы просто приветствовали смерть, когда она наступала быстро.
12 мая 1946 года в Дахау начался судебный процесс в отношении 46 бывших сотрудников концлагеря. 41 из них были обвинены в пытках, издевательствах над заключёнными, убийствах. 15 человек были приговорены к смертной казни, 11 к пожизненному заключению, а остальные к различным срокам заключения от 1 года до 30 лет. 5 человек были оправданы.

## Музей Холокоста
22 июля 2007 года в шестьдесят вторую годовщину освобождения лагеря во Флоссенбюрге был открыт Музей Холокоста. В церемонии приняли участие 84 бывших заключённых, а также президент Украины Виктор Ющенко, чей отец в течение пяти месяцев был одним из заключённых концлагеря во время Второй мировой войны.

## Коменданты лагеря
- Якоб Вайзеборн (май 1938 — январь 1939)
- Карл Кюнстлер (январь 1939 — август 1942)
- Карл Фрицш (август 1942 года)
- Эгон Циль (сентябрь 1942—1943)
- Макс Кёгель (май 1943 — апрель 1945)

## Галерея

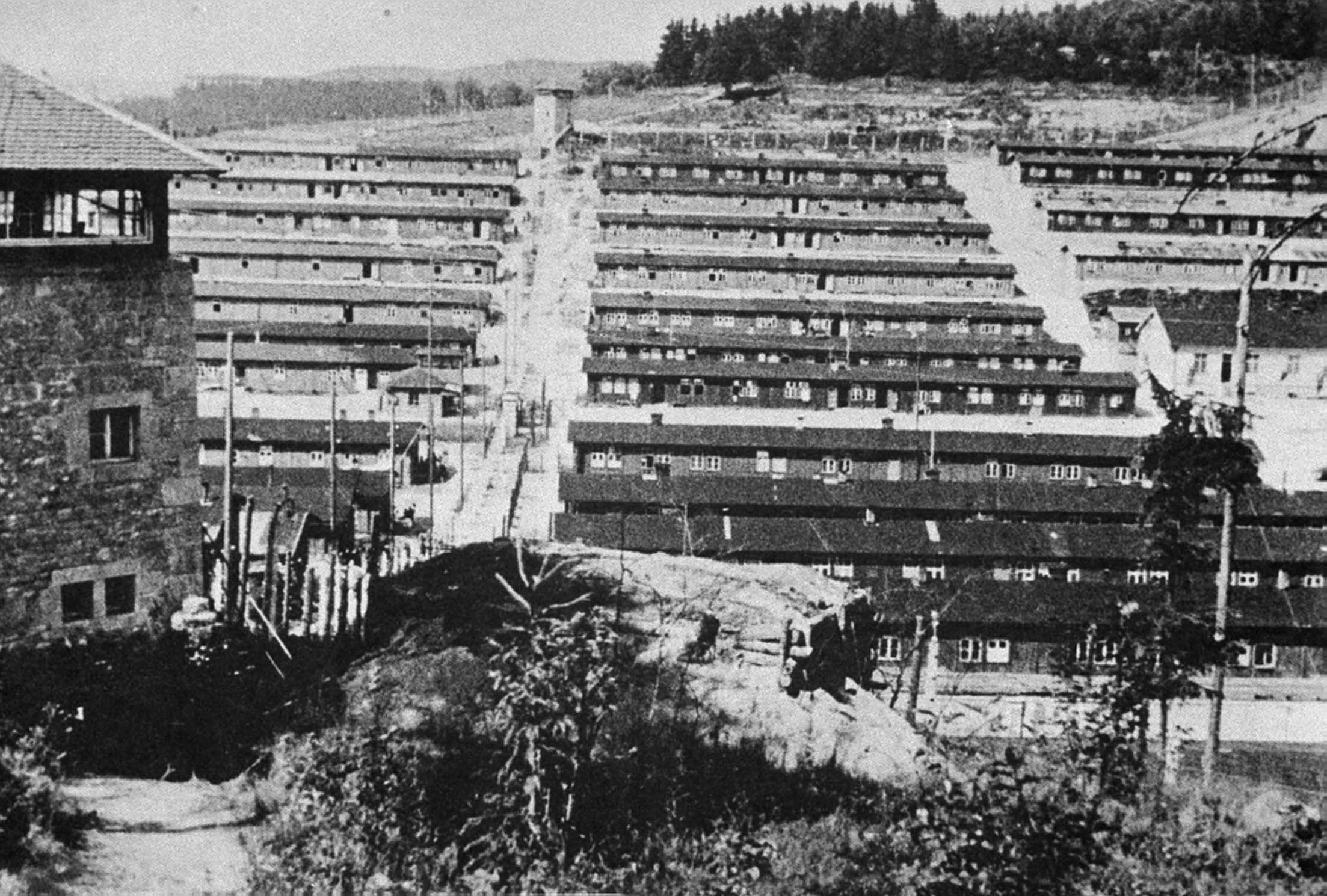
Фото СС-лагеря Флоссенбюрг, апрель 1945 г.
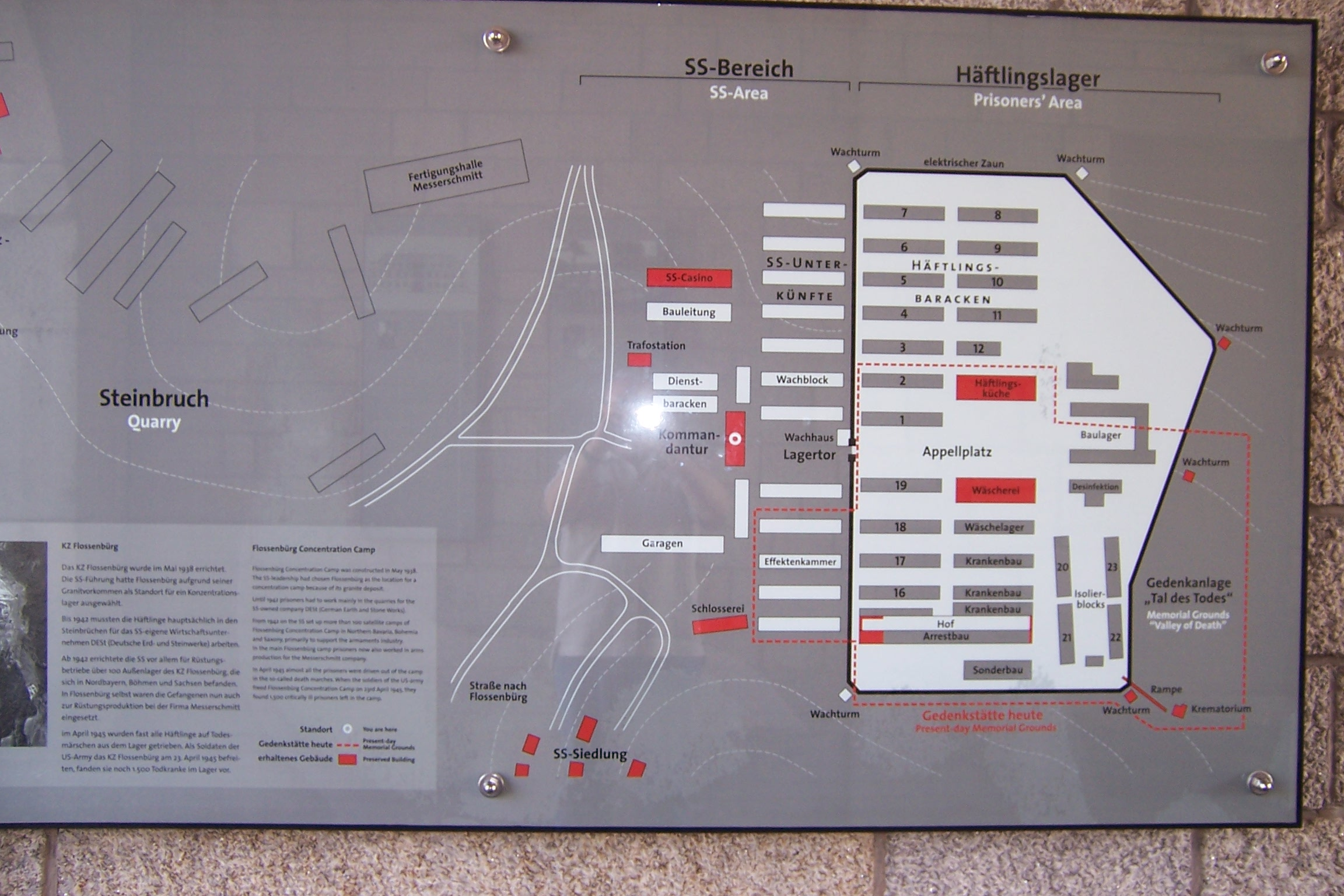
План-схема СС-лагеря Флоссенбюрг
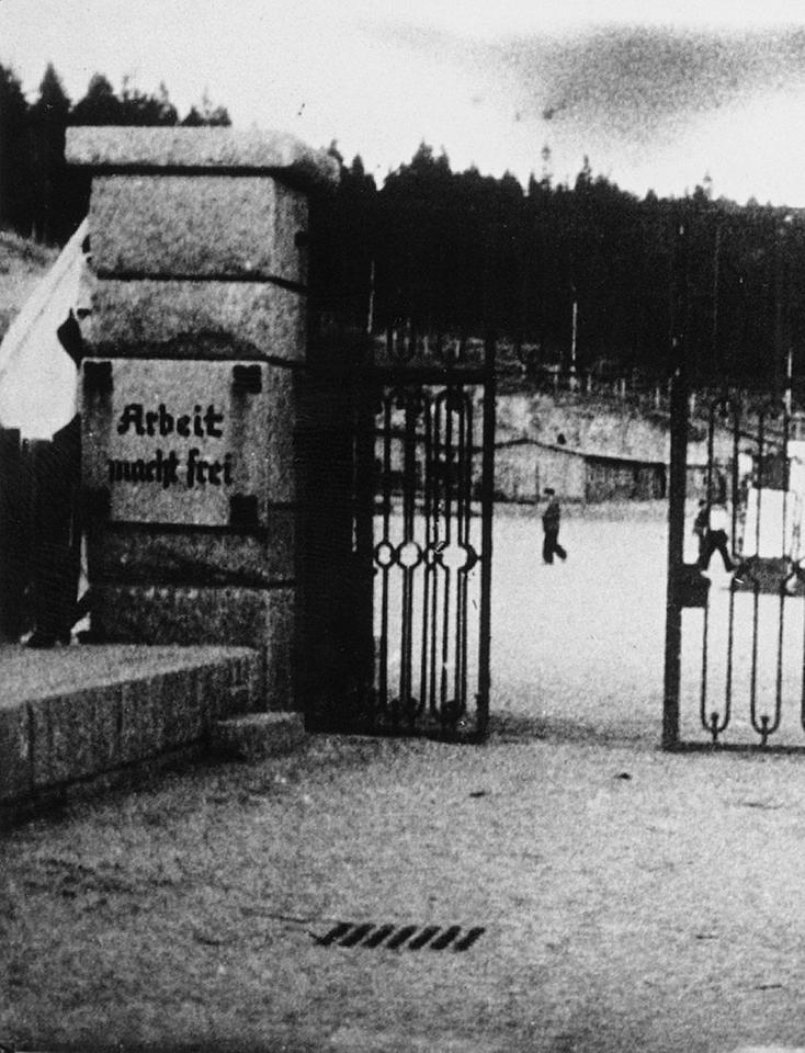
Фото входа в СС-лагерь Флоссенбюрг, 1 мая 1945 г.
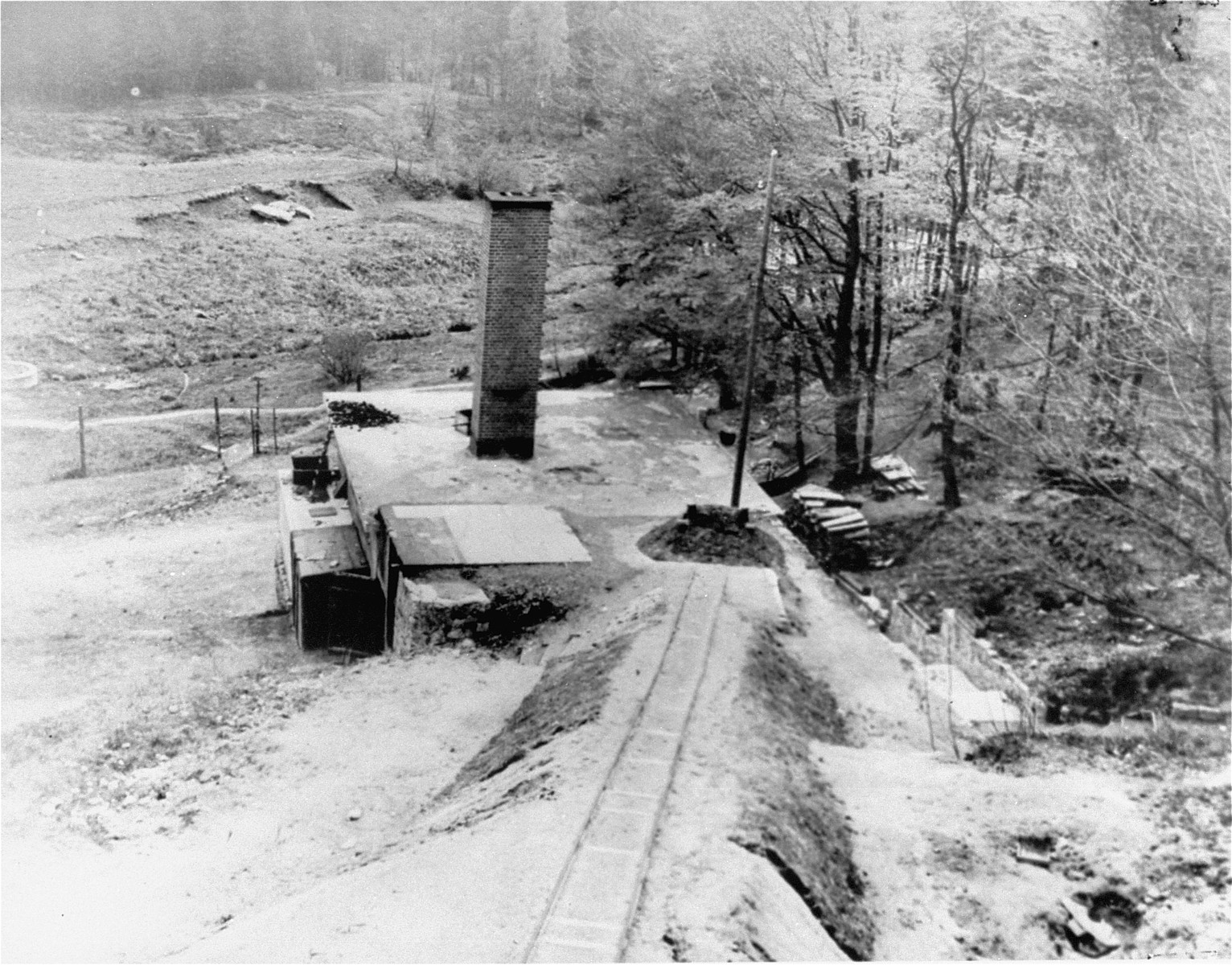
Крематорий, апрель—май 1945 г.
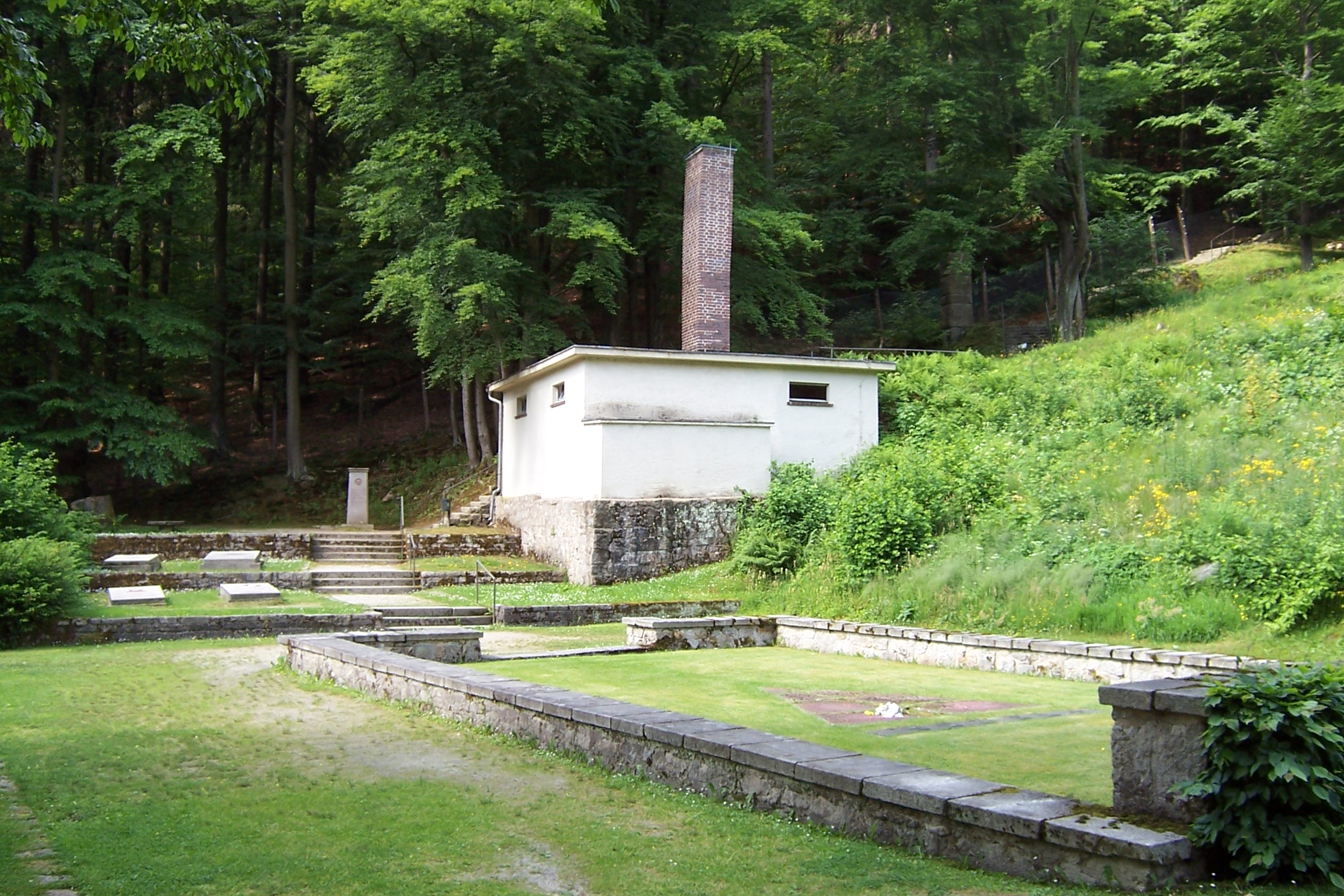
Крематорий
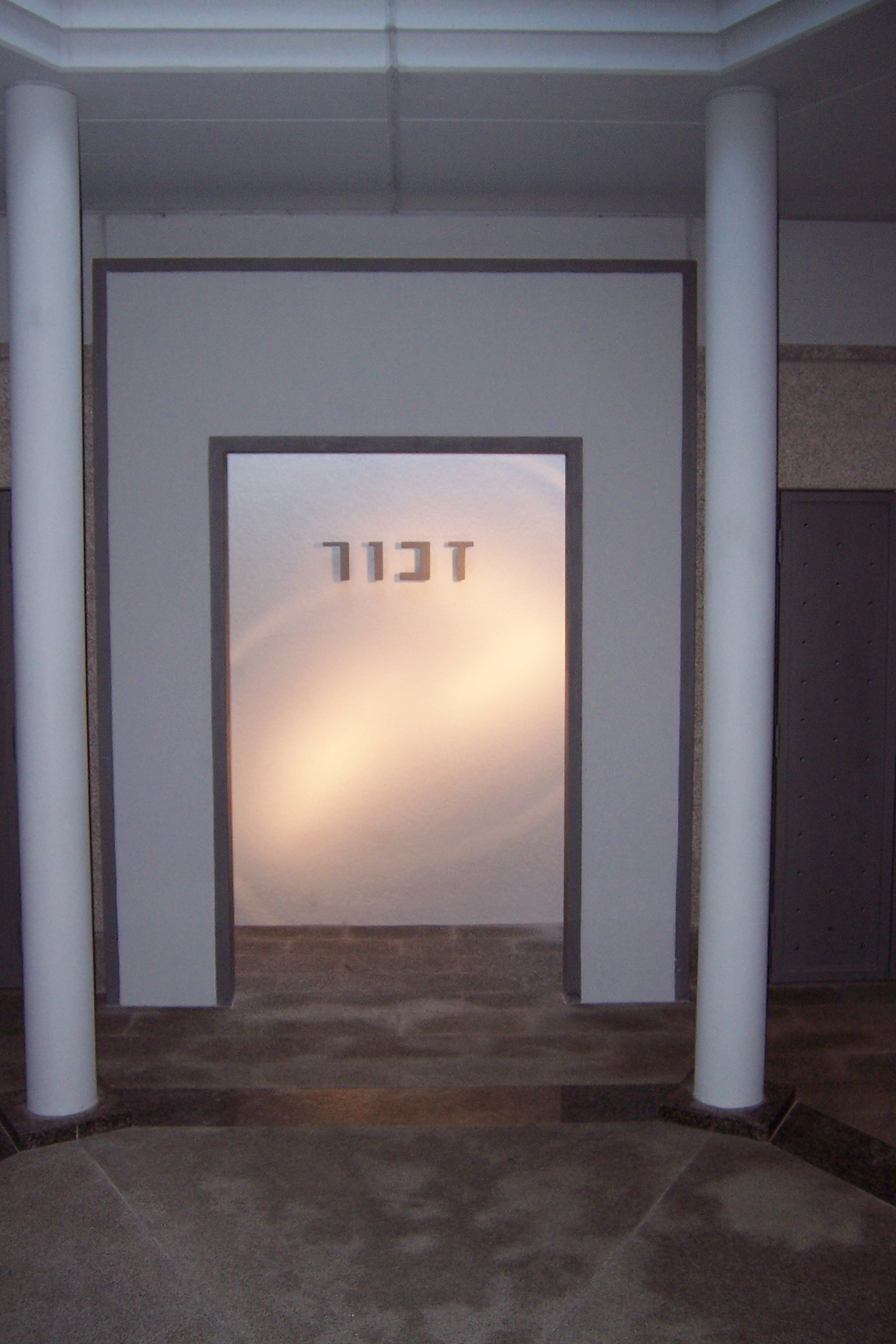
Мемориал в Музее Холокоста лагеря: «Помни» — надпись на иврите